# Оранжевобуз папагал
Оранжевобузият папагал (Pyrilia barrabandi) е вид птица от семейство Папагалови (Psittacidae). Видът е почти застрашен от изчезване.

## Разпространение и местообитание
Разпространен е в Боливия, Бразилия, Венецуела, Еквадор, Колумбия и Перу.